# Zornitsa Sofia
Zornitsa Nedyalkova Popgantxeva (búlgar: Зорница Недялкова Попганчева; nascuda el 22 de juny de 1972), coneguda professionalment com a Zornitsa Sofia,  és una artista i cineasta búlgara. És coneguda per dirigir Mila ot Mars (2004), que va ser la presentació de Bulgària a l'Oscar a la millor pel·lícula de parla no anglesa als Premis Oscar de 2004. a seva pel·lícula de 2017 Voevoda es va projectar al Festival Internacional de Cinema de Moscou.
Sofia va néixer el 22 de juny de 1972 a Sofia, Bulgària. Es va graduar a l'Acadèmia Nacional de Belles Arts el 1996.
El 1997, es va especialitzar en belles arts a la School of Visual Arts de Nova York, i en publicitat i disseny gràfic a la American University a Washington, D.C.
Sofia va passar quatre anys treballant com a directora d'art per a diverses agències de publicitat internacionals com Euro RSCG London. Va participar en més de 50 festivals i exposicions d'arts visuals arreu del món amb el seu videoart, instal·lacions i pintures abans de decidir dedicar-se al cinema. El 2002, es va especialitzar en direcció de cinema i televisió a l'Acadèmia Nacional de Teatre i Arts Cinematogràfiques sota la supervisió del professor Ludmil Staikov.

## Filmografia
- Mila ot Mars (2004)
- Forecast (2008)
- Voevoda (2017)
- Mother (2022)